# Pietro Benvenuto degli Ordini
Pour les articles homonymes, voir Benvenuti.
Pietro Benvenuto degli Ordini  (Ferrare, avant 1448 – Ferrare, 2 septembre 1483) est l'architecte de la cour de Borso d'Este, duc de Ferrare et, dans le Palazzo Municipale de Ferarre (aujourd'hui Hôtel de ville), il fut responsable de la réalisation de la cour et de l'escalier d'honneur extérieur érigé en 1481. 
On lui doit le premier ordre du campanile de la cathédrale San Giorgio de Ferrare.
Il   travailla également au Palazzo Schifanoia, où il a été appelé en 1465 afin de rénover et agrandir la structure et développer un appartement ducal, où il a été remplacé par son assistant Biagio Rossetti. 
Pietro Benvenuto degli Ordini doit être considéré comme la figure la plus significative de l'architecture ferraraise du XVe siècle avant l'apparition de Biagio Rossetti, qui  a complété sa formation à ses côtés et  lui succédé comme architecte ducal. 

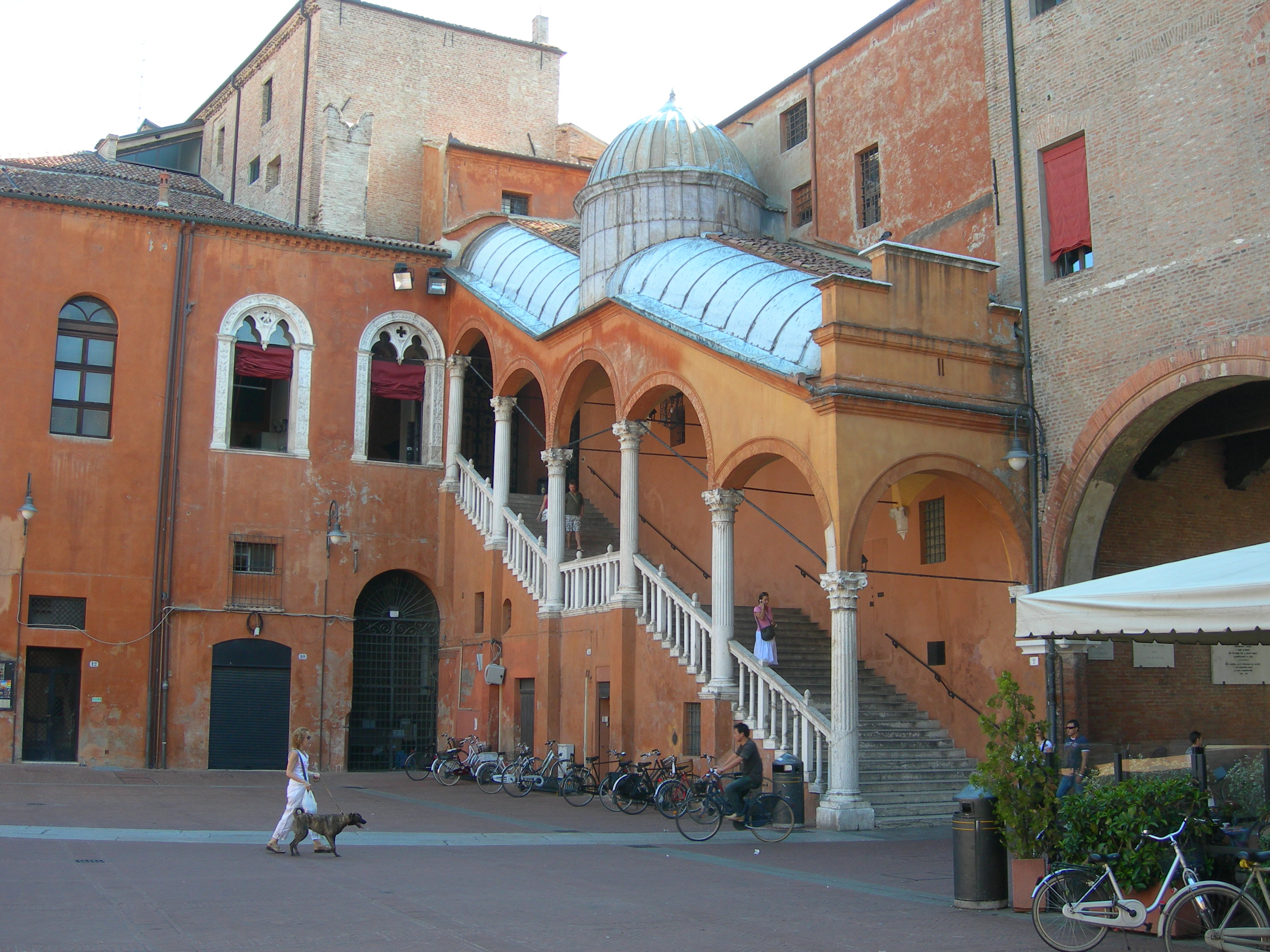
Le Scalone d'Onore du Palazzo Municipale.